# الاتحاد الدولي للملاحة الجوية
الاتحاد الدولي للرياضات الهوائية (بالفرنسية: Fédération Aéronautique Internationale) هو الهيئة الحاكمة العالمية للرياضات الجوية، وكذلك تعريفات المشرفين فيما يتعلق برحلات الفضاء البشرية. تأسس في 14 أكتوبر 1905 ومقره في لوزان، سويسرا. يحتفظ بسجلات عالمية لأنشطة الطيران بما في ذلك المنطاد، والطيران الجوي ، والمركبات الجوية بدون طيار (الطائرات بدون طيار)، وكذلك الرحلات الجوية إلى الفضاء.

## وصلات خارجية
- الموقع الرسمي